# Simeon Simeonov (voetballer, 1946)
Simeon Ivanov Simeonov (Bulgaars : Симеон Иванов Симеонов) (Sofia, 26 maart 1946 - Sofia, 2 november 2000) is een voormalige Bulgaars voetballer die voorkeur speelde als een doelman. 

## Carrière
Simeonov speelde voor Slavia Sofia en CSKA Sofia. 
Simeonov maakt zijn debuut op 1964 voor Bulgarije waarmee hij heeft 34 wedstrijden gespeeld voor zijn nationale ploeg. Simeonov nam deel aan drie edities van de Wereldkampioenschap in 1966, 1970 en 1974.
In december 1968 zette Simeonov een schitterende vertoning neer waarbij hij veel reddingen deed om zijn land een indrukwekkend 1-1-gelijkspel te bezorgen met wereldkampioen Engeland in het Wembley Stadium.
Simeonov overleed op 2 november 2000.